# 제20회 홍콩 영화 금상장
제20회 홍콩 영화 금상장은 2001년 4월 29일에 열린 시상식이다.

## 수상 및 후보

### 작품상
- 와호장룡 - 이안 수상
- 화양연화 - 왕가위
- 두리안 두리안 - 프룻 첸
- 강호고급 - 임초현
- 니딩 유 - 두기봉

### 감독상
- 와호장룡 - 이안 수상
- 화양연화 - 왕가위
- 두리안 두리안 - 프룻 첸
- 줄리엣과 양산백 - 엽위신
- 니딩 유 - 두기봉

### 각본상
- 두리안 두리안 - 프룻 첸 수상
- 강호고급 - 진경가 외
- 화양연화 - 왕가위
- 와호장룡 - 왕휘링
- 니딩 유 - 위가휘 외

### 남우주연상
- 화양연화 - 양조위 수상
- 파이터 블루 - 유덕화
- 줄리엣과 양산백 - 오진우
- 와호장룡 - 주윤발
- 강호고급 - 양가휘

### 여우주연상
- 화양연화 - 장만옥 수상
- 와호장룡 - 장쯔이
- 와호장룡 - 양자경
- 니딩 유 - 정수문
- 두리안 두리안 - 진해로

### 남우조연상
- AD 2000 - 오진우 수상
- 라벤더 - 진혁신
- 와호장룡 - 장첸
- 줄리엣과 양산백 - 임달화
- 강호고급 - 장요양

### 여우조연상
- 와호장룡 - 정패패 수상
- 화양연화 - 반적화
- 소친친 - 모순균
- 애여성 - 양영기
- 순류역류 - 노교음

### 신인상
- 두리안 두리안 - 진해로 수상
- 젠 엑스 캅 2 - 젠 와이 캅 - 진관희
- 화양연화 - 소병림
- 차이나 스트라이크 포스 - 왕리홍

### 촬영상
- 화양연화 - 크리스토퍼 도일 수상
- 파이터 블루 - 강국민
- 와호장룡 - 포덕희
- 라벤더 - 관본량
- 하일마마차 - 마초성

### 편집상
- 화양연화 - 장숙평 수상
- 동경공략 - 광지량
- 파이터 블루 - Chung Wai Chiu
- 순류역류 - Marco Mak
- 와호장룡 - 팀 스퀴레스

### 미술상
- 화양연화 - 장숙평 수상
- 와호장룡 - 티미 입
- 라벤더 - 반지위 외
- 하일마마차 - 장세굉
- 두리안 두리안 - Tin Muk

### 의상&메이크업상
- 화양연화 - 장숙평 수상
- 젠 엑스 캅 2 - 젠 와이 캅 - 여가안
- 라벤더 - 오리로
- 동경공략 - 오리로
- 와호장룡 - 티미 입

### 무술감독상
- 와호장룡 - 원화평 수상
- 젠 엑스 캅 2 - 젠 와이 캅 - 이치총
- 순류역류 - 웅흔흔
- 동경공략 - Ailen Sit Chun Wai
- 차이나 스트라이크 포스 - 당계례

### 영화음악상
- 와호장룡 - 탄 둔 수상
- 하일마마차 - 피터 캄
- 순류역류 - 양가수
- 화양연화 - Mike Galasso
- 라벤더 - 오악성

### 주제가상
- 와호장룡
- 십이야
- 니딩 유
- 하일마마차
- 라벤더

### 음향효과상
- 와호장룡 - Eugene Gearty 수상
- 차이나 스트라이크 포스 - Paul Pirola
- 젠 엑스 캅 2 - 젠 와이 캅 - 증경상
- 스피드 4초 - 증경상
- 순류역류 - Koan Hui